# Публій Корнелій Долабелла (проконсул Азії)
Публій Корнелій Долабелла (лат. Publius Cornelius Dolabella) (близько 109 — після 68 року до н. е.) — римський політичний діяч, міський претор 69 до н. е., проконсул Азії 68 до н. е.
Публій Корнелій Долабелла, можливо, — син Луція Корнелія Долабелли, претора в 100 році до н. е. і проконсула Дальньої Іспанії в 99 році до н. е., і батько Публія Корнелія Долабелли, консула-суффекта 44 року до н. е.
У 69 або 68 році до н. е. Публій Корнелій Долабелла — міський претор, розбирав судовий процес Авла Цецино і Ебуція.
У наступному, 68 або 67 році до н. е., Публій Корнелій Долабелла — проконсул провінції Азія; передав у відання афінського ареопага кримінальну справу жінки з Смірни, яка вбила свого чоловіка і сина з помсти за іншого сина від першого шлюбу.